# Spirographaceae
Spirographaceae is een botanische naam voor een monotypische familie van korstmossen behorend tot de orde Ostropales. Het bevat alleen het geslacht Spirographa.